# قورباغه قفقازی
 قورباغه قفقازی (نام علمی: Rana macrocnemis) نام یک گونه از تیره قورباغه‌های راستین است.